# Lehitski jezici
Lehitski jezici, malena skupina zapadnoslavenskih jezika koji se govore ili su se govorili na području današnje Poljske gdje se još govore poljski, šleski i kašupski, i sjeveroistoku Njemačke gdje se govorio (danas izumrli) polapski jezik.
Šleskim govori oko 60.000 ljudi (2002.) u Poljskoj; poljskim blizu 40,000.000 ljudi, od čega 36,600.000 u Poljskoj (1986.), 241.000 u Njemačkoj, 52.000 u Češkoj (2001.), 100.000 u Izraelu; kašupski: 3000 u Poljskoj od 100.000 ili više etničkih

## Vanjske poveznice
- Ethnologue (14th)
- Ethnologue (16th)